# Иван Долац
Иван Долац је насељено место у саставу општине Јелса, на острву Хвару, Сплитско-далматинска жупанија, Република Хрватска.

## Историја
До територијалне реорганизације у Хрватској налазио се у саставу старе општине Хвар.

## Становништво
На попису становништва 2011. године, Иван Долац је имао 39 становника.
| Број становника по пописима | Број становника по пописима | Број становника по пописима | Број становника по пописима | Број становника по пописима | Број становника по пописима | Број становника по пописима | Број становника по пописима | Број становника по пописима | Број становника по пописима | Број становника по пописима | Број становника по пописима | Број становника по пописима | Број становника по пописима | Број становника по пописима | Број становника по пописима |
| --------------------------- | --------------------------- | --------------------------- | --------------------------- | --------------------------- | --------------------------- | --------------------------- | --------------------------- | --------------------------- | --------------------------- | --------------------------- | --------------------------- | --------------------------- | --------------------------- | --------------------------- | --------------------------- |
| 1857                        | 1869                        | 1880                        | 1890                        | 1900                        | 1910                        | 1921                        | 1931                        | 1948                        | 1953                        | 1961                        | 1971                        | 1981                        | 1991                        | 2001                        | 2011                        |
| 24                          | 0                           | 35                          | 46                          | 42                          | 27                          | 0                           | 0                           | 4                           | 7                           | 0                           | 0                           | 4                           | 5                           | 26                          | 39                          |

Напомена: Исказује се као самостално насеље од 1991. Настало издвајањем дела подручја насеља Свирче. У 1869, 1921, 1931, 1961. и 1971. подаци су садржани у насељу Свирче.

### Попис1991.
На попису становништва 1991. године, насељено место Иван Долац је имало 5 становника, следећег националног састава:
| Попис 1991.‍ | Попис 1991.‍ | Попис 1991.‍ | Попис 1991.‍ | Попис 1991.‍ |
| ----------- | ----------- | ----------- | ----------- | ----------- |
|             |             |             |             |             |
| Хрвати      | Хрвати      |             | 4           | 80,00%      |
| Мађари      | Мађари      |             | 1           | 20,00%      |
| укупно: 5   |             |             |             |             |